# James Adams (cầu thủ bóng đá, sinh năm 1896)
James Adams (sinh năm 1896) là một cầu thủ bóng đá từng thi đấu ở Football League cho Chesterfield.